# وادي القنال (إشبيلية)

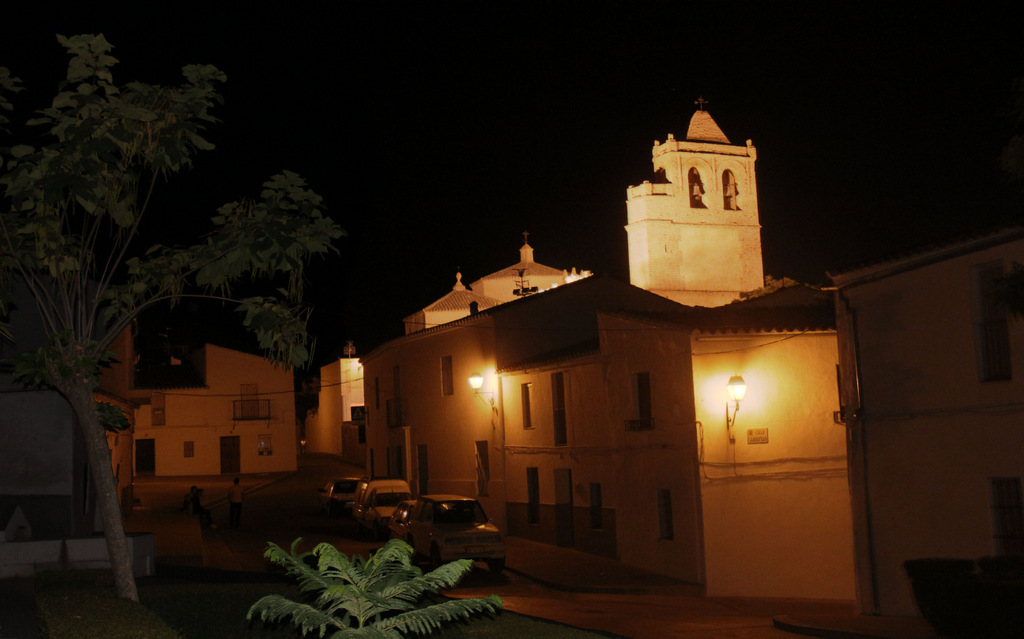
وادي القنال كنيسة القديسة أنا

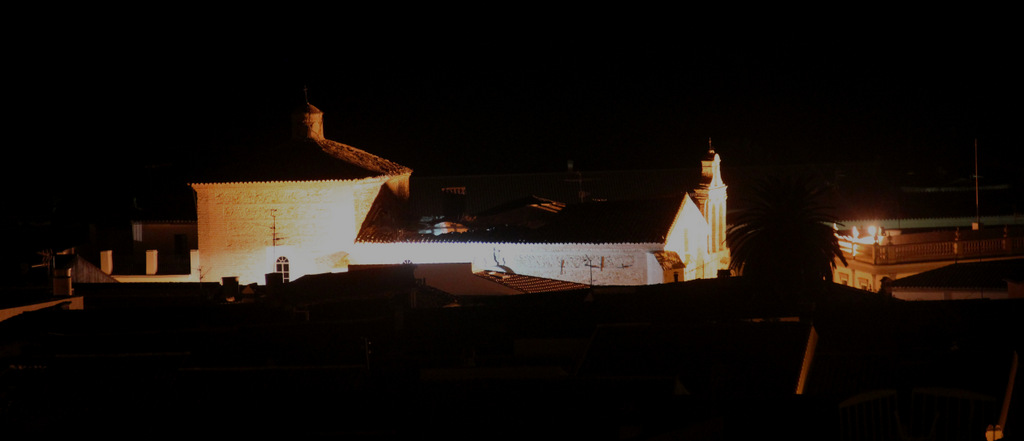

وادي القَنَال هي قرية في مقاطعة إشبيلية في مجتمع الأندلس المتمتع بالحكم الذاتي إسبانيا.  أطلق الاسم على جزيرة وادي القنال في جزر سليمان عام 1568.

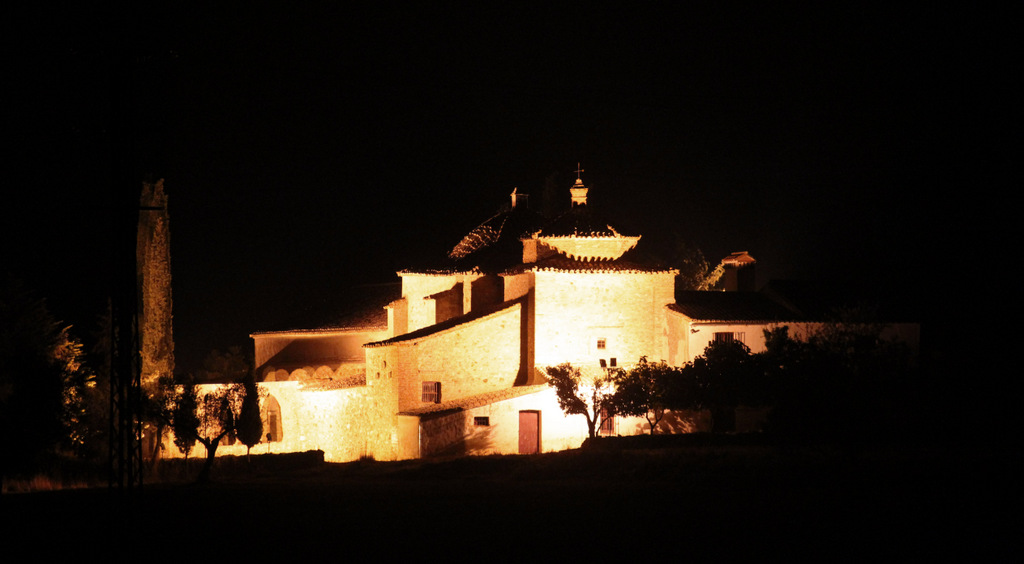